# 8423 Macao
För andra betydelser, se Macao (olika betydelser).
8423 Macao eller 1997 AO22 är en asteroid i huvudbältet som upptäcktes den 11 januari 1997 av Beijing Schmidt CCD Asteroid Program vid Xinglong-observatoriet. Den är uppkallad efter Macao i södra Kina.
Asteroiden har en diameter på ungefär 11 kilometer.